# Antonio de Velasco Manrique de Mendoza Acuña y Tejada
Antonio de Velasco Manrique de Mendoza Acuña y Tejada (1630-1676), X duque de Nájera, IX marqués de Cañete, V marqués de Belmonte de la Vega Real, XII conde de Treviño, XIII conde de Valencia de Don Juan, IV conde de la Revilla, señor de Amusco etc., tesorero mayor de Vizcaya, guardamayor de Cuenca.
Era hijo de Nicolasa de Mendoza Manrique de Cárdenas y su esposo Alonso Fernández de Velasco, a quien acompañó durante las negociaciones en Fuenterrabía en 1659. Contrajo matrimonio en dos ocasiones. En primeras nupcias, con Isabel de Carvajal, hija de Miguel de Carvajal, III marqués de Jódar, y María Enríquez Sarmiento de Mendoza. En segundas nupcias, el 19 de abril de 1668 dentro del alcázar de Madrid, con María Micaela de Tejada y Mendoza, que era hija de Fernando de Tejada y Mendoza, señor de Marchamalo, y María Teresa de Borja. De este segundo matrimonio nacieron:
- Francisco Miguel Manrique de Velasco y Tejada, que sucedió como XI duque de Nájera etc.
- Nicolasa Manrique de Velasco, que sucedió al anterior como XII duquesa de Nájera etc.
- Manuel Joaquín, que murió joven.
- María Teresa, que murió joven.